# Єдиносутність
Єдиносутність, субстанціальність — термін, що походить від лат. consubstantialitas, означає тотожність субстанції або сутності, незважаючи на різницю в аспекті.
Найчастіше воно зустрічається у своїй прикметниковій формі, «єдиносубстанційний», від латинського consubstantialis, і його найбільш відоме використання стосується розповіді, у християнській теології, про відносини між Ісусом Христом і Богом Отцем.

## Богословське використання
Твердження про те, що Ісус Христос «єдиносущний з Отцем», з’являється в Нікейському символі віри. Грецькою мовою, якою спочатку був проголошений Нікейський символ віри, використовувалося слово ὁμοούσιος (гомоянізм) і означає «та сама речовина». Див. Мерріам-Вебстер або The Free Dictionary.  Це можна протиставити терміну ὁμοιούσιος (гомоусіанізм), що означає «подібну речовину», а отже, не «таку саму субстанцію», як було запропоновано, наприклад, на наступному церковному соборі в Селевкії в 359 році.
Слово «єдиносущний» було використане Халкидонським собором (451 р.) також для того, щоб проголосити, що Христос «єдиносущний Отцю щодо Божества, і такий же єдиний з нами щодо чоловічої статі».
У християнській теології Святий Дух також описується як єдиносущний з Отцем і Сином.

## Альтернативні переклади терміна Нікейського символу віри
У Книзі загальних молитов англійської церкви 1662 року прикметник «єдиносубстанційний» у Нікейському символі віри передається фразою «бути з однієї субстанції». Ця сама фраза вже з’явилася в Книзі загальних молитв (1549) і продовжує використовуватися в «Порядку 2» у спільному богослужінні, яке в рамках «Порядку 1» дає екуменічну версію англійської літургійної консультації, «однієї Істоти».
Східна православна церква використовує формулу «єдина сутність».
Католицька церква у своєму офіційному перекладі Нікейського символу віри зберігає термін «єдиносубстанційний».

## У літературі
У своєму «Уліссі» Джеймс Джойс шість разів згадує поняття єдиносутності. Роздумуючи про своє власне фізичне походження, Стівен Дедал, персонаж, який представляє самого Джойса, розмірковує: «З давніх-давен Він [Бог] бажав мене, і тепер, можливо, не віддасть мене й ніколи. Про Нього залишається lex eterna . Чи це тоді божественна субстанція, в якій Батько і Син є єдиностними?» Тема батьківства є головною одержимістю Стівена Дедала в романі. В одній сцені «Стівен викладає теорію про сім'ю Шекспіра, засновану в основному на вивченні Гамлета, і під прикриттям цього викладу висуває теорію батьківства і позбавляє його душу від гіркоти, викликаної його стосунками з власною сім'єю».

## В риториці
У риториці «єдиносутність», за визначенням Кеннета Берка, — це «концепція, пов’язана з практикою, заснована на стилістичних ідентифікаціях та символічних структурах, які переконують і викликають прийняття: дію разом у межах спільного контексту та визначене ним». Бути однорідним з чимось — значить ототожнюватися з ним, асоціюватися з ним; але водночас відрізнятися від того, з чим його ототожнюють. Його можна розглядати як розширення або у зв’язку з предметом. 
Берк пояснює цю концепцію двома сутностями, A і B. Далі він пояснює, що «A не є тотожним зі своїм колегою, B. Але оскільки їхні інтереси поєднуються, A ототожнюється з B. Або він може ототожнювати себе з B. навіть тоді, коли їхні інтереси не об’єднані, якщо він припускає, що це так, або переконаний у цьому... Будучи ототожненим з В, А є «по суті єдиною» з іншою особою, ніж вона сама. Але водночас він залишається унікальним, індивідуальним локусом мотивів. Таким чином, він одночасно з’єднаний і відокремлений, водночас окремою субстанцією і односубстанційним з іншим»
«Співсутність може бути необхідною для будь-якого способу життя, — каже Берк. І таким чином риторика, на його думку, потенційно формує спільноту. Вона також може її зруйнувати. Зрештою, риторика спирається на несвідоме бажання діяти разом, приймати «субстанцію» разом».

## Дивіться також
- Адопціонізм
- Аріанство
- Халкедонський символ віри
- Євтихіанство
- Міафізитизм
- Субординаціонізм
- Трійця